# Eksjö revir
Eksjö revir var ett skogsförvaltningsområde som omfattade Vista, Norra och Södra Vedbo samt Östra härad av Jönköpings län. Det var uppdelat i fyra bevakningstrakter: Visingsö, Gränna, Hässleby och Vetlanda. De allmänna skogarna inom reviret omfattade omkring 19 000 hektar, fördelade på 205 indelade skogar. Inom reviret var belägna fem kronoparker med en areal av nära 3 000 hektar.